# Alvino Bourgogne Barrel OA
Alvino Bourgogne Barrel OA is een Belgisch bier van hoge gisting.
Het bier wordt gebrouwen in Brouwerij Alvinne te Moen.
Het is een amberkleurig bier met een alcoholpercentage van 5,5%. Het basisbier Morpheus Wild Undressed wordt eerst vier maanden gerijpt op blauwe druiven en vervolgens acht maanden gelagerd op Bourgogne wijnvaten. Dit bier wordt in een beperkte oplage van maximaal 500 flessen per jaar uitgebracht.